# Línia Ripoll-Puigcerdà
La línia Ripoll-Puigcerdà o Ferrocarril Transpirinenc és una línia de ferrocarril catalana propietat de l'Administrador d'Infraestructures Ferroviàries (Adif) que connecta Ripoll amb Puigcerdà i la Tor de Querol travessant la vall de Ribes. La línia comença a l'antiga bifurcació de la línia de Sant Joan de les Abadesses i acaba a la Tor de Querol, poc després de creuar la frontera hispanofrancesa.
La línia és d'ample ibèric i via única i els serveis que transcorren per la línia són de rodalia o regionals cadenciats.

## Característiques generals

### Serveis ferroviaris
Actualment circulen per aquesta línia serveis de rodalia de Rodalies de Catalunya, en concret la línia R3 que connecta l'Hospitalet de Llobregat amb Vic amb serveis de rodalia i Puigcerdà o la Tor de Querol amb serveis de regionals cadenciats, sota la mateixa denominació R3.
| Servei                                                                                     | Terminal servei           | Inici línia | Fi línia | Terminal servei  |
| ------------------------------------------------------------------------------------------ | ------------------------- | ----------- | -------- | ---------------- |
|                                                                                            | l'Hospitalet de Llobregat | Ripoll      | França   | la Tor de Querol |
| Es marca l'inici i principi de la línia i la terminal del servei, fora o dins de la línia. |                           |             |          |                  |

## Història
A diferència de la línia de Sant Joan que va néixer per transportar carbó, la línia de Puigcerdà era una línia internacional a l'enllaçar a Puigcerdà i la Tor amb la xarxa francesa de ferrocarrils, fins i tot es va plantejar la conversió de la línia a ample internacional. Tot i que hi ha un ramal d'ample internacional fins a l'estació de Puigcerdà, aquest no es fa servir i la connexió amb la xarxa francesa actualment sempre és a la Tor de Querol.
L'important desnivell d'aquesta línia ferroviària va requerir la construcció exclusiva d'una sèrie de locomotores, la 1000, tan bon punt es va electrificar, el 1929.
No va ser fins a l'any 1922 que es va inaugurar la línea del ferrocarril, amb diversos trams construïts per l'empresa Cubiertas y Tejados, fundada el 1916 pel Víctor Messa Arnau, que tenia arrels cerdanes.
La connexió entre Puigcerdà i l'estació de La Tor de Querol - Enveig no es realitzà fins al 1929. Juntament amb la internacionalització de la línia, s'hi dugueren a terme els treballs d'electrificació, la qual cosa permeté la comunicació de viatgers i l'augment de transaccions comercials entre ambdós països. Així doncs, l'estació de La Tor de Querol es convertí en una estació on es reuneixen tres amples de via diferents: l'ample ibèric, l'ample internacional i el tercer raïl, inspirat en el metro de París.